# Kounkané (Sénégal)
Pour les articles homonymes, voir Kounkané.
Kounkané (ou Kounkane) est une localité du sud du Sénégal située dans l'ouest du département de Vélingara et la région de Kolda, en Haute-Casamance. Le village a été érigé en commune en juillet 2008. 
Selon une source officielle, Kounkané compte 2 742 habitants et 254 ménages.
À vol d'oiseau, les localités les plus proches sont Kabendou, Saré Bouna, Saré Bakari, Koulinndiara et Saré Nianto. 